# 마네킹

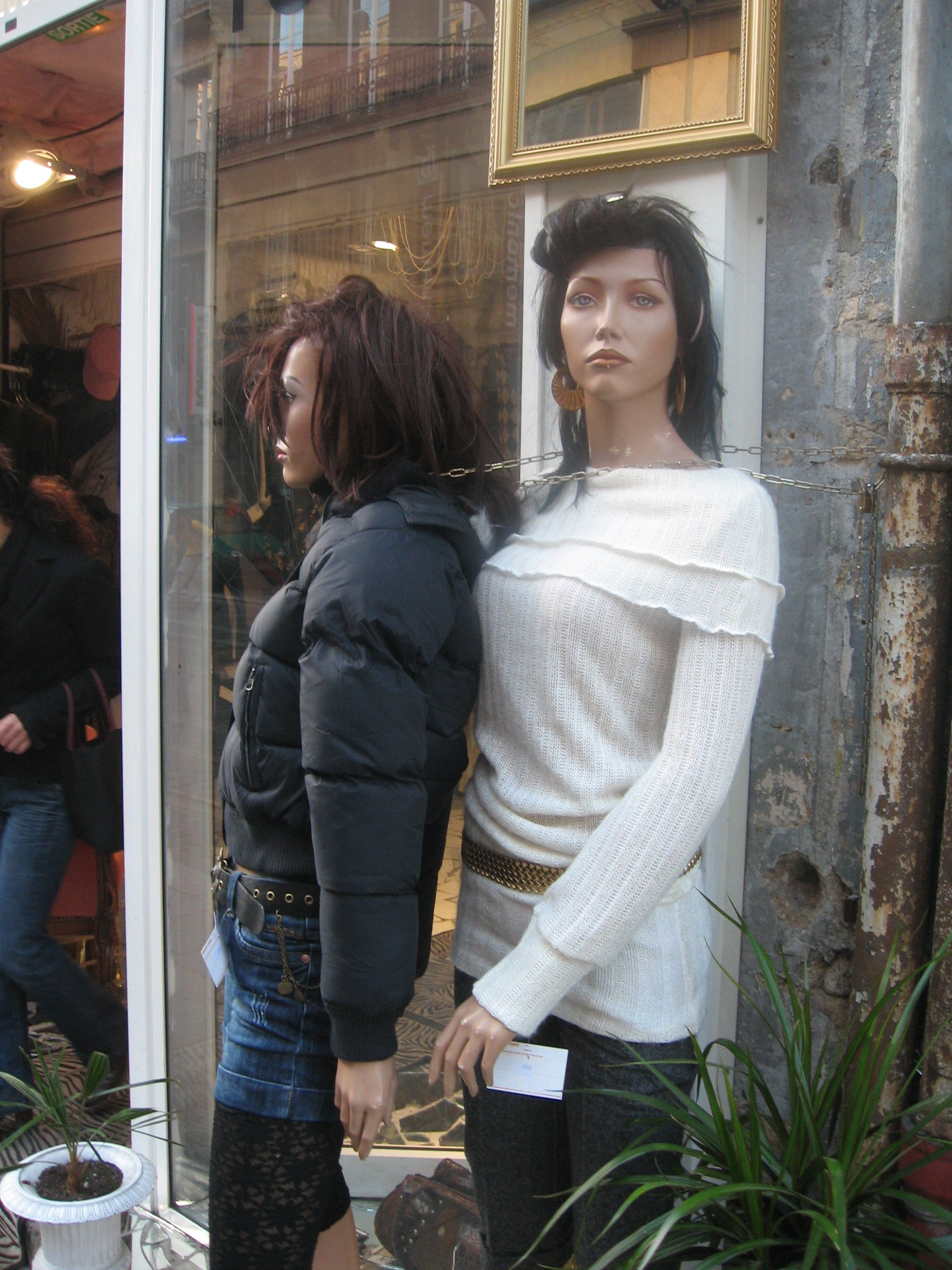
옷 가게의 마네킹

마네킹(영어: mannequin, manikin, dummy, dress form, lay figure, 문화어: 몸틀)은 화실의 인체 모형이나 옷 가게에서 진열창 등에 옷을 입혀 진열하는 실물 크기의 인형을 말한다.
마네킹은 특히 옷을 재단하거나 전시하고 다양한 모습을 보여주기 위해 예술가, 재단사, 양장점, 창문 장식가 및 기타 사람들이 사용하는 관절형 인형이다. 이전 영어에서는 인간 모델과 뮤즈(프랑스어와 기타 유럽 언어에서는 여전히 이 의미를 유지함)를 지칭했다. 제2차 세계 대전이 시작된 이후에는 더미로서의 의미도 존재한다.
시뮬레이션된 기도를 갖춘 실물 크기의 마네킹은 응급처치, CPR 및 기관 삽관과 같은 고급 기도 관리 기술을 가르치는 데 사용된다. 1950년대에는 핵무기가 인간에게 미치는 영향을 보여주기 위해 핵실험에 마네킹이 사용되었다. 마네킹이라고도 불리는 인체의 행동을 모델링하기 위해 컴퓨터 시뮬레이션에 사용되는 인체 형상이다.
프랑스어에서 유래한 마네킹(mannequin)은 "예술가의 결합된 모델"이라는 의미를 얻었고, 이는 "작은 남자, 작은 조각상"을 의미하는 플랑드르어 manneken에서 유래했다. 파리의 패션 상점에서는 플랑드르 상인에게 갈대 인형을 주문했다. 마네킹은 여성적이지 않고 남성적이다.

## 역사
가게용 마네킹은 드레스 메이킹을 위해 패션 하우스에 의해 드레스 룸에서 기원하였다. 마네킹 사용은 15세기가 기원이며 당시 고객을 위해 패션을 증명하기 위해 미너어처 패션 돌이 사용되었다. 고리버들 마네킹은 18세기 중반에 사용되기 시작했다. 철사 세공형 마네킹은 1835년 파리에서 제조되었다.

## 상점 디스플레이
종이로 만든 최초의 여성 마네킹은 19세기 중반 프랑스에서 제작되었다. 마네킹은 나중에 더욱 실제와 같은 모습을 만들기 위해 왁스로 만들어졌다. 1920년대에 왁스는 석고로 만든 보다 내구성이 뛰어난 합성물로 대체되었다.
현대의 마네킹은 다양한 재료로 만들어지며, 주요 재료는 유리섬유와 플라스틱이다. 유리섬유 마네킹은 일반적으로 플라스틱 마네킹보다 가격이 더 비싸고 내구성도 떨어지지만 훨씬 더 현실적이다. 반면, 플라스틱 마네킹은 마네킹 분야에서 상대적으로 새로운 혁신이며, 마네킹이 배치된 매장에서 일반적으로 목격되는 혼잡한 고객 유동을 견딜 수 있도록 제작되었다.
마네킹은 주로 소매점에서 매장 내 디스플레이나 창 장식으로 사용된다. 그러나 많은 온라인 판매자는 제품 사진을 위해 제품을 표시하기 위해 이를 사용하기도 한다(라이브 모델을 사용하는 것과 반대). 고전적인 여성 마네킹은 평균보다 작은 가슴 크기를 가지고 있지만, 제조업체는 이제 40DD와 바비 인형 크기의 허리를 가진 "섹시/가슴이 큰 마네킹"과 "풍만한 여성 마네킹"을 판매하고 있다.

## 의학교육
상아 마네킹과 같은 해부학적 모델은 17세기 의사들이 의료 해부학을 연구하고 임신과 출산을 위한 교육 보조 도구로 사용했다. 각 피규어는 내부 장기와 때로는 태아를 드러내기 위해 열릴 수 있다. 전 세계적으로 살아남은 고대 의료용 마네킹은 180개에 불과한 것으로 알려져 있다.
오늘날 SimMan, Transparent Anatomical Manikin 또는 Harvey와 같은 의료 시뮬레이션 마네킹, 모델 또는 관련 인공물이 의학 교육에 널리 사용되고 있다. 이를 가상 환자라고도 한다. 마네킹이라는 용어는 이러한 유형의 모델만을 지칭하지만 마네킹도 자주 사용된다.
응급처치 과정에서는 마네킹을 사용하여 응급처치(예: 소생술) 방법을 시연할 수 있다. 소방 및 해안 경비대에서는 마네킹을 사용하여 인명 구조 절차를 연습한다. 마네킹은 인간과 비슷한 체중 분포를 가지고 있다. 비슷한 목적으로 특수 비만 마네킹, 말 마네킹도 제작됐다.
대량 생산된 마네킹에 대한 과도한 의존은 의과대학생들이 실제 세계에서 볼 수 있는 상당한 양의 정상적인 변화를 식별하거나 이해하는 데 도움이 되지 않는 가상의 "평균"을 가르친다는 이유로 비판을 받아 왔다.

## 예술과 문화의 표현
마네킹은 20세기 초 많은 예술가, 특히 형이상학적 화가 조르조 데 키리코(Giorgio de Chirico), 알베르토 사비니오(Alberto Savinio), 카를로 카라(Carrà)의 작품에서 자주 등장하는 모티브였다. 마네킹이 전시된 상점 창문은 유진 앗제(Eugène Atget)의 빈번한 사진 주제였다.
마네킹은 공포영화와 공상과학 소설에 사용되었다. 마네킹은 특히 완전히 조립되지 않은 경우 불안할 수 있다(어쩌면 부분적으로 불쾌한 계곡 효과로 인해). 트와일라이트 존(Twilight Zone) 에피소드 "The After Hours"(1960)에는 마네킹이 현실 세계에서 사람으로 번갈아 살아가는 모습이 담겨 있다. 닥터 후의 에피소드 Spearhead from Space(1970)에서 외계 지능이 오톤스(Autons)라고 불리는 킬러 플라스틱 마네킹을 이용해 지구를 점령하려고 시도한다.
로맨틱 코미디 영화 마네킹(1987)은 진열장 장식장이 살아나는 마네킹과 사랑에 빠지는 이야기다. 로맨틱 스릴러 영화 봄마이(2023)는 마네킹 공장에서 일하는 남자가 마네킹 중 하나를 어린 시절 짝사랑한 사람으로 착각하며 사랑에 빠지는 이야기다.

## 군사 목적
마네킹의 군사적 사용은 용추(Yongqiu) 포위 공격과 같이 고대 중국인 사이에서 기록되었다. 포위된 당나라 군대는 적의 화살을 유인하기 위해 성벽 아래로 허수아비를 내려 놓았다. 이런 식으로 그들은 화살 공급을 갱신했다. 인형은 제1차 세계대전 당시 참호에서 적군 저격수를 유인하여 군인들로부터 멀어지게 하는 데에도 사용되었다.
중앙정보국(CIA) 보고서는 대감찰 수단으로 마네킹("Jack-in-the-Box")을 사용한다고 설명한다. 이는 호스트 국가의 대첩이 다음과 같은 행세를 하는 CIA 요원의 움직임을 추적하는 것을 더 어렵게 만들기 위한 것이다.

## 같이 보기
- 모델
- 푸콘 가족